# ران كجك
ران كجك (بالعبرية: רן קוז'וק‏) هو لاعب كرة قدم إسرائيلي في مركز الدفاع، ولد في 12 يناير 1981 في نتانيا في إسرائيل. لعب مع مكابي نتانيا ونادي مكابي أم الفحم ونادي هبوعيل إيروني كريات شمونة.

## وصلات خارجية
- ران كجك على موقع قاعدة بيانات كرة القدم.إي يو (الإنجليزية)